# Henk Timmer
Hendrik „Henk“ Timmer (* 3. Dezember 1971 in Harderwijk-Hirden) ist ein ehemaliger niederländischer Fußballtorhüter, der in der Eredivisie zuletzt für Feyenoord Rotterdam und AZ Alkmaar aktiv war. Er hütete siebenmal das Tor der niederländischen Nationalmannschaft.

## Karriere
Henk Timmer begann seine Karriere in der Saison 1989/90 in der niederländischen zweiten Liga, der Eerste Divisie, beim PEC Zwolle. Nach dessen Bankrott 1990 spielte er beim Nachfolgeverein FC Zwolle, den er zur Saison 2000/01 in Richtung AZ Alkmaar, in die Eredivisie, verließ. Ein Jahr später lieh ihn AZ in der Spielzeit 2001/02 Feyenoord Rotterdam aus. Doch dort war er nur zweite Wahl. In der Spielzeit 2002/03 wurde er dann Ajax Amsterdam ausgeliehen. Nach dieser Saison ging er wieder nach Alkmaar zurück. Seit der Saison 2006/07 war er wieder bei Feyenoord Rotterdam, wo sein Vertrag zum 30. Juni 2009 auslief. Anschließend fand er keinen neuen Verein und erklärte im November 2009 seine Karriere für beendet.
Am 12. November 2005 debütierte er im Spiel gegen Italien für die Nationalmannschaft der Niederlande. Er bestritt bis November 2008 sechs weitere Spiele für die Niederländer. Wie bei der WM 2006 gehört er bei der EM 2008 zu den drei Torhütern im Kader der Oranje Elftal, wurde jedoch bei beiden Turnieren nicht eingesetzt. Bis Ende der Saison 2008/09 gehörte er hinter Edwin van der Sar und Maarten Stekelenburg zum Kader. Als er in der folgenden Saison keinen neuen Verein fand, berücksichtigte ihn Bondscoach Bert van Marwijk auch nicht mehr für die Oranje-Elftal.

## Privates
Henk Timmer ist seit dem 4. Oktober 2012 mit der Eisschnelllauf-Olympiasiegerin Marianne Timmer verheiratet.